# Gare d'Onville
La gare d'Onville est une gare ferroviaire française des lignes de Lérouville à Metz-Ville et de Longuyon à Onville et Pagny-sur-Moselle, située sur le territoire de la commune d'Onville, dans le département de Meurthe-et-Moselle en région Grand Est. 
C'est une halte voyageurs de la Société nationale des chemins de fer français (SNCF) desservie par des trains TER Grand Est.

## Situation ferroviaire
Établie à 196 mètres d'altitude, la gare de bifurcation d'Onville est située au point kilométrique (PK) 332,795 de la ligne de Lérouville à Metz-Ville, entre les gares de Rembercourt (fermée) et de Novéant. Elle est également au PK 66,022 de la ligne de Longuyon à Onville et Pagny-sur-Moselle, entre les gares ouvertes de Conflans - Jarny et de Pagny-sur-Moselle.

## Histoire
La ligne de Longuyon à Pagny-sur-Moselle est mise en service en 1877 par la Compagnie de l'Est afin de restaurer une liaison ferroviaire entre la Meuse et la Moselle, la ligne de Thionville étant passée en territoire allemand. Onville est une gare de bifurcation avec la ligne d'Onville à gare de Thiaucourt, datant également de 1877. Cette dernière sera entièrement reconstruite et prolongée vers Lérouville en 1931.

## Fréquentation
De 2015 à 2024, selon les estimations de la SNCF, la fréquentation annuelle de la gare s'élève aux nombres indiqués dans le tableau ci-dessous.
| Année     | 2015   | 2016  | 2017  | 2018  | 2019  | 2020  | 2021  | 2022   | 2023   | 2024   |
| --------- | ------ | ----- | ----- | ----- | ----- | ----- | ----- | ------ | ------ | ------ |
| Voyageurs | 11 298 | 8 982 | 8 123 | 5 740 | 5 287 | 4 173 | 6 746 | 10 059 | 12 660 | 11 644 |

## Service des voyageurs

### Accueil
Halte SNCF, c'est un point d'arrêt non géré (PANG) à accès libre

### Desserte
Onville est desservie par des trains du réseau TER Grand Est circulant sur la ligne 25 : Nancy - Longwy - Luxembourg, et la ligne 31 : Nancy - Metz - Verdun

## Patrimoine ferroviaire
Le bâtiment voyageurs de 1877 se présente sous la forme d'un volume unique de cinq travées au toit à deux croupes.